# Leoben
Leoben est une ville de Styrie dans le centre de l'Autriche sur la rivière Mur. C'est la 19e ville la plus peuplée de son pays.
Leoben est un centre industriel local et abrite l'université de Leoben, spécialisée dans l'exploitation de mines.

## Géographie
Leoben est située dans la vallée moyenne de la Mur, à environ 8 km à l'est de Sankt Michael in Obersteiermark et à 15 km à l'ouest de Bruck an der Mur. Le centre historique a été établi dans une boucle de la rivière, juste en dessous du confluent du Vordernberger Bach venant du nord-ouest. La ville constitue le point de départ sud de l’itinéraire touristique Eisenstraße. Aujourd'hui, elle s'étend des deux côtés de la rivière jusqu'aux pentes des montagnes : au nord, les contreforts du massif du Hochschwab, au sud les pentes de la Gleinalpe et à l'ouest les contreforts des Alpes d'Eisenerz.

## Histoire
Connue des historiens par l'armistice préliminaire au traité de Campo-Formio — le traité de Leoben — signé par Bonaparte en 1797.
Leoben est depuis le Moyen Âge une ville-marché, et le centre de l'industrie métallurgique styrienne, le minerai de fer provenant principalement de la mine d'Erzberg.

## Lieux et monuments
- Église Maria am Waasen. À l'ouest de la ville, près du pont de la Mur, cette église gothique a conservé dans le chœur d'intéressants vitraux du XVe siècle : on y reconnait la figuration d'apôtres et de saints, le couronnement de la Vierge, des scènes de la vie et de la passion du Christ.
- Conçu par l'architecte Josef Hohensinn, le pénitencier de Leoben fait, depuis son ouverture à la fin 2009, le régal des magazines de design. Chambres individuelles baignées de lumière, salle de musculation, studio de musique, cantine aux allures de restaurant branché. Les 205 détenus bénéficient aussi, deux fois par semaine, de repas bios et végétariens.

## Transport
- Chemin de fer

Située sur le Mur-Leoben Bruck, la Gare de Leoben est importante pour les chemins de fer. Ici, le chemin de fer minerai bifurque vers Hieflau, qui exploite des services passagers, mais pas plus régulièrement.
Leoben est un système de lignes IC Villach-Vienne et Graz-Bischofshofen-Salzburg / gare d'Innsbruck. Cependant, Vienne-Villach sont des trains de grandes lignes ferroviaires koralm exécutées à partir de l'année 2022 et devrait ne plus venir à Leoben. Les derniers trains directs jusqu'à Linz ont été ajustés avec le changement d'horaire en décembre 2010.
- Transport

De 1949 à 1973, le trolleybus de Leoben couvrait des grandes lignes du trafic urbain, il a été remplacé par des bus.

## Politique et administration

### Élections municipales de 2020
|                           |                                                        |        |       |      |        |     |
| Partis                    | Partis                                                 | Voix   | %     | +/-  | Sièges | +/- |
|                           | Parti social-démocrate d'Autriche (SPÖ)                | 4 351  | 45,63 | 3,11 | 16     | 1   |
|                           | Parti populaire autrichien (ÖVP)                       | 1 540  | 16,15 | 4,77 | 5      | 2   |
|                           | Parti communiste d'Autriche Plus (KPÖ+)                | 1 457  | 15,28 | 4,93 | 5      | 2   |
|                           | Parti de la liberté d'Autriche (FPÖ)                   | 763    | 8,00  | 3,89 | 2      | 2   |
|                           | Les Verts - L'Alternative verte (Grünen)               | 674    | 7,07  | 3,37 | 2      | 1   |
|                           | List citoyenne Walter Reiter                           | 515    | 5,40  | 0,85 | 1      | 1   |
|                           | NEOS - La nouvelle Autriche et le Forum libéral (NEOS) | 236    | 2,47  | 0,47 | 0      | 0   |
|                           |                                                        |        |       |      |        |     |
| Suffrages exprimés        |                                                        |        |       |      |        |     |
| Votes blancs et invalides |                                                        |        |       |      |        |     |
| Total                     | Total                                                  |        | 100   | -    | 31     | 0   |
| Abstentions               | Abstentions                                            |        | 51,52 |      |        |     |
| Inscrits / participation  | Inscrits / participation                               | 19 820 | 48,48 |      |        |     |

## Personnalités liées à la ville
- Walter Schachner (1957-), footballeur.
- Martin Weinek (1964-), acteur.
- Gernot Plassnegger (1978-), footballeur puis entraîneur.
- Joachim Standfest (1980-), footballeur.
- Roland Linz (1981-), footballeur.
- Lisa Eckhart (1992-), chanteuse.

## Jumelage
- Xuzhou (Chine) depuis 1994